# Dorata nigritella
Dorata nigritella är en fjärilsart som beskrevs av August Busck 1920. Dorata nigritella ingår i släktet Dorata och familjen äkta malar. Inga underarter finns listade i Catalogue of Life.